# Tetracheilostoma carlae
Tetracheilostoma carlae (синоним. Leptotyphlops carlae) (лат.) — вид змей из семейства узкоротые змеи. Открыт 9 июня 2006 года герпетологом С. Блэром Хеджесом и его женой Карлой Хасс в лесу около города Бонвелла в Сент-Джозефе на Барбадосе. Хеджес сначала назвал его Leptotyphlops carlae в честь жены, но последующие генетические и морфологические исследования отнесли его к другому роду того же семейства. Также имеет название «барбадосская нитевидная змея».
В естественных условиях обитает на острове Барбадос. Встречается в лесах, под камнями, на поверхности земли в траве.
На момент публикации открытия (август 2008) змея была охарактеризована как самая короткая в мире во взрослом состоянии (около 10 см). Она питается термитами и другими мелкими насекомыми. Самка откладывает одно яйцо. Длина детёныша при вылуплении составляет до 5 см.
Являются роющим видом и большую часть жизни проводят под землёй. В связи с этим змеи практически слепые — их покрытые полупрозрачной чешуёй крошечные глаза скорее относятся к рудиментарным органам. Не имеют клыков, ядовитых желёз и сложной механики охоты, как их более крупные сородичи. Гладкая чешуя и узкие головы позволяют им быстро и бесшумно скрываться.
С 1889 года зарегистрировано несколько случаев наблюдения барбадосской нитевидной змеи. После 2008 года учёным долгое время не встречалось ни одного экземпляра, из-за чего змея была включена в список из более чем 4800 исчезнувших видов в рамках проекта организации Re:wild «Поиск потерянных видов». Однако 20 марта 2025 года сотрудник Министерства окружающей среды Барбадоса обнаружил рептилию под камнем в лесу в центре острова, Re: wild официально подтвердила находку. 
Международный союз охраны природы признал барбадосскую нитевидную змею исчезающим видом.